# Heteronyx incola
Heteronyx incola är en skalbaggsart som beskrevs av Blackburn 1889. Heteronyx incola ingår i släktet Heteronyx och familjen Melolonthidae. Inga underarter finns listade i Catalogue of Life.